# Дубяго Олександр Дмитрович
Олександр Дмитрович Дубяго (рос. Александр Дмитриевич Дубяго; 18 грудня 1903 — 29 жовтня 1959) — російський радянський астроном, відомий у світі науки як засновник Казанської кометної школи. Народився в Казані в сім'ї відомого російського астронома, професора Казанського університету, Дмитра Івановича Дубяго (1849—1918).
У 1925 закінчив Казанський університет, був залишений асистентом при кафедрі астрономії і до кінця життя працював у цьому університеті (з 1930 — викладач, з 1944 — професор), в 1954—1958 — директор обсерваторії ім. В. П. Енгельгардта.
Основні наукові роботи відносяться до кометної астрономії. Астрономією почав займатися дуже рано. У віці 12-13 років вже спостерігав змінні зірки, в 14 років одним з перших помітив нову зірку, що спалахнула в сузір'ї Орла (1918). Будучи студентом, відкрив дві комети (1921 I і 1923 III). Досліджував рух комет у складні періоди їхньої втрати через невраховані великі збурень від Юпітера або невраховані негравітаційні ефекти. Завдяки дослідженням Дубяго були перевідкриття загублені комети: Брукса в 1925 і Даніеля в 1937. Для комети Брукса врахував планетні збурення і дію негравітаціонних сил з 1889 по 1960, вивчив велике перетворення її орбіти в 1922 і тісне зближення комети з Юпітером перед її відкриттям в 1886, при цьому брав до уваги не тільки збудження від великих планет, але також гравітаційний вплив від стиснення Юпітера і вплив його супутників. Обчислив з високим ступенем точності остаточні орбіти комет Даніеля (1909), Стефана-Отермі (1942) і П. Ф. Шайн-Шальдека (1949). Обчислив негравітаційні ефекти за великі інтервали часу для комет Біели, Брукса, Понса-Віннеке та інших, запропонував новий ефективний метод для визначення дії негравітаційних сил, вивів формули для наближеної оцінки нахилу осі обертання кометного ядра, встановив причини ухилень від гравітаційної теорії в русі комет і, оцінивши втрату маси ядрами комет, зробив висновок, що з комет викидаються не тільки гази, але й тверді частинки. Низка досліджень відноситься до змінних зірок. Виконував ряд робіт з геодезії та гравіметрії.
Проводив велику педагогічну роботу. Автор підручника «Визначення орбіт» (1949).